# Kalyanpur (Nuwakot)
Pour les articles homonymes, voir Kalyanpur.
Kalyanpur (en népalais : कल्याणपुर) est un comité de développement villageois du Népal situé dans le district de Nuwakot. Au recensement de 2011, il comptait 5 722 habitants.